# 브라니슬라브 시미치
브라니슬라브 시미치(세르비아어: Бранислав Симић, Branislav Simić, 1935년 3월 21일~)는 유고슬라비아의 전직 레슬링 선수이다. 1964년 하계 올림픽 그레코로만형 미들급에서 금메달을 획득했으며 1968년 하계 올림픽 그레코로만형 미들급에서 동메달을 획득했다. 또한 세계 선수권 대회에서 은메달 1개를 획득했다.
2007년 국제 레슬링 연맹 명예의 전당에 헌액되었다.